# Kobylisy (stanice metra)
Kobylisy (zkratka KB) je stanice metra, ležící pod stejnojmennou čtvrtí v Praze.
Stanice byla otevřena v červnu 2004 a podle původních plánů, vzniknuvších před Sametovou revolucí, se stanice měla jmenovat „Rudé armády“ (třída Rudé armády byl před přejmenováním společný název dnešní Zenklovy a Klapkovy ulice).

## Poloha
Stanice je situována mezi stanicemi Nádraží Holešovice a Ládví. Mezistaniční úsek Nádraží Holešovice – Kobylisy je svou vzdáleností 2748 m nejdelší vzdáleností mezi stanicemi v pražském metru. Do doby jeho zprovoznění dosahoval nejdelší mezistaniční vzdálenosti úsek Smíchovské nádraží – Radlická na trase B.

## Charakteristika stanice
Kobylisy jsou první raženou stanicí na lince C a dokonce první raženou jednolodní stanicí (konkrétně stanice metra petrohradského typu) v síti pražského metra. Znamená to, že nástupiště se nachází ve velikém tubusu. Z něj vedou dva výstupy – východní ke stejnojmenné zastávce (do roku 2004 s názvem Střelničná), do povrchového vestibulu, kde se nachází malé obchodní centrum; a západní, který vede na Kobyliské náměstí, výstup zde vede do podzemního vestibulu pod náměstím. Oba dva výstupy vedou eskalátorovými tunely. V každém eskalátorovém tunelu jsou tři ramena pohyblivých schodů. Stanice je navíc vybavena bezbariérovým přístupem. Výtah začíná u dolního konce východního eskalátorového tunelu a na povrch ústí v ulici Pod sídlištěm poblíž autobusových zastávek. Stanice má celkem sedm uličních výstupů.

## Fotogalerie

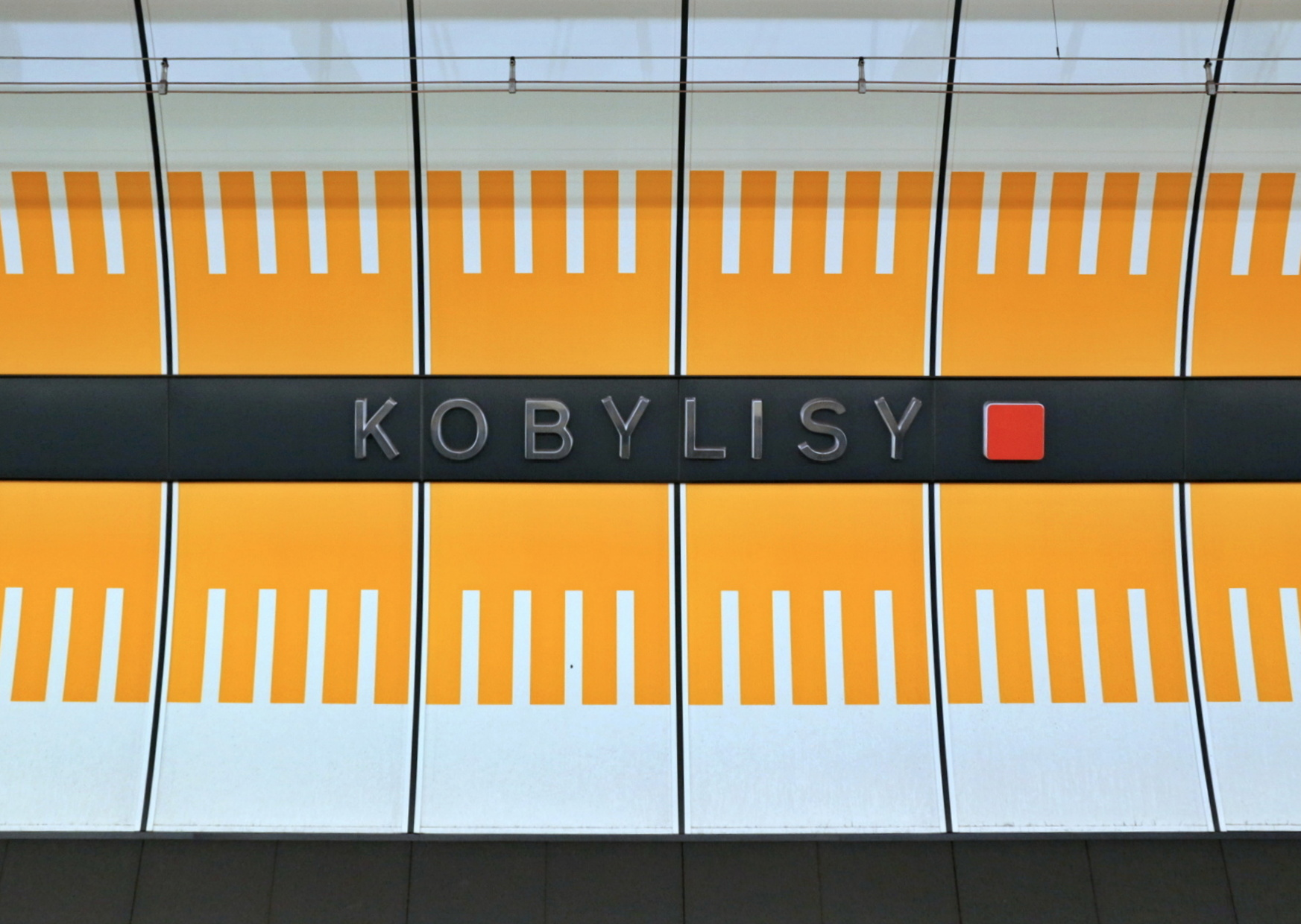
Nápis stanice
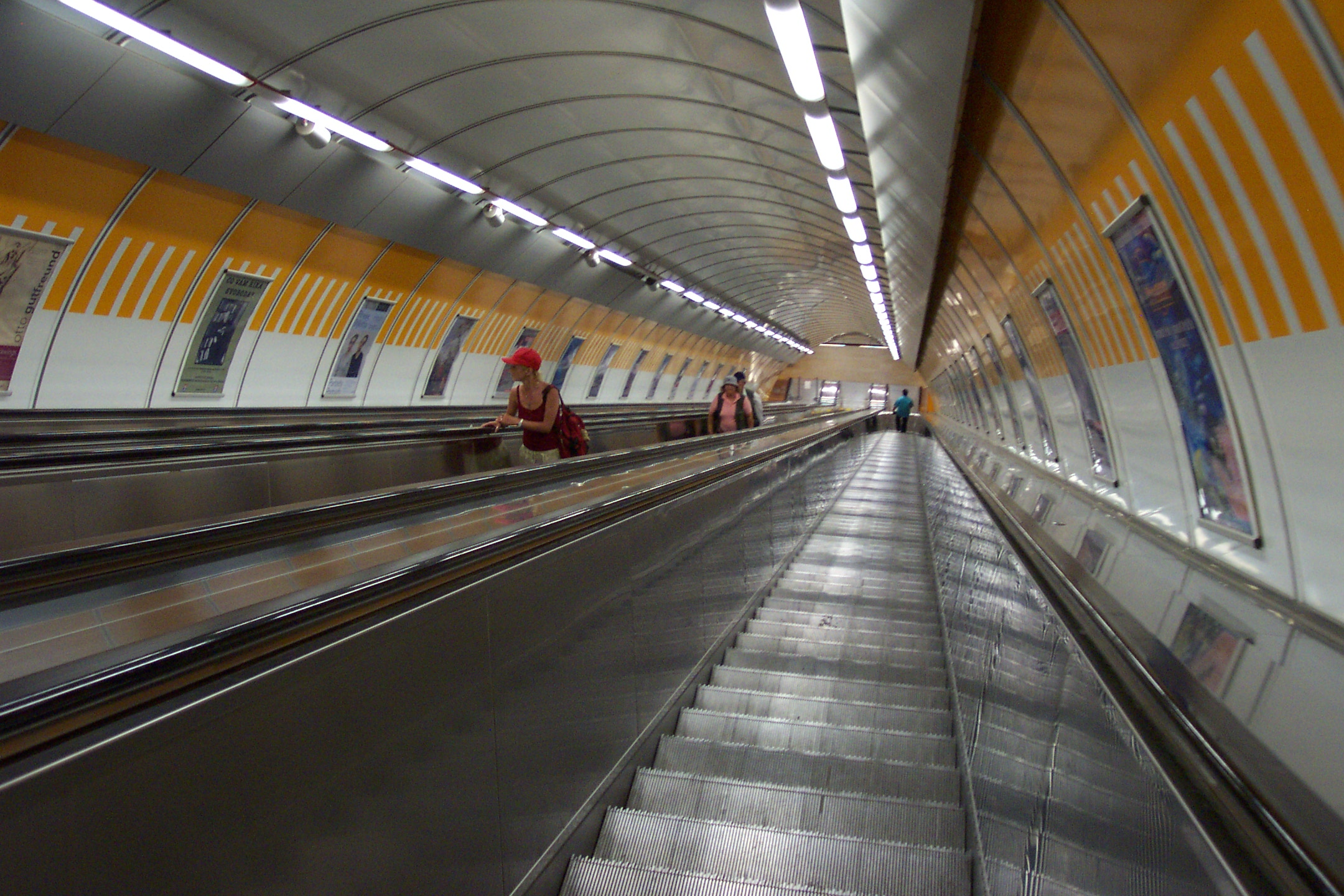
Eskalátorový tunel (východní)
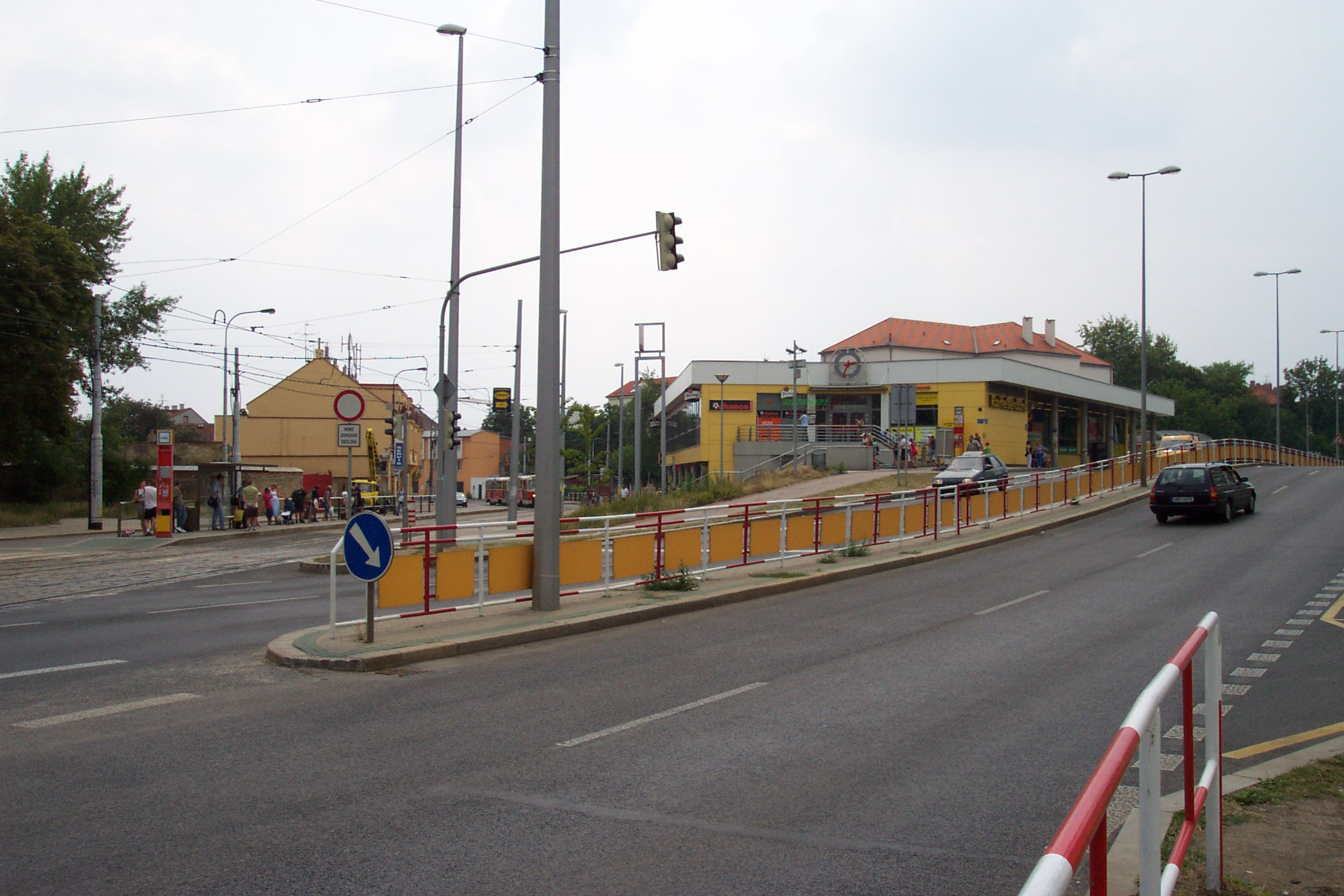
Východní vestibul
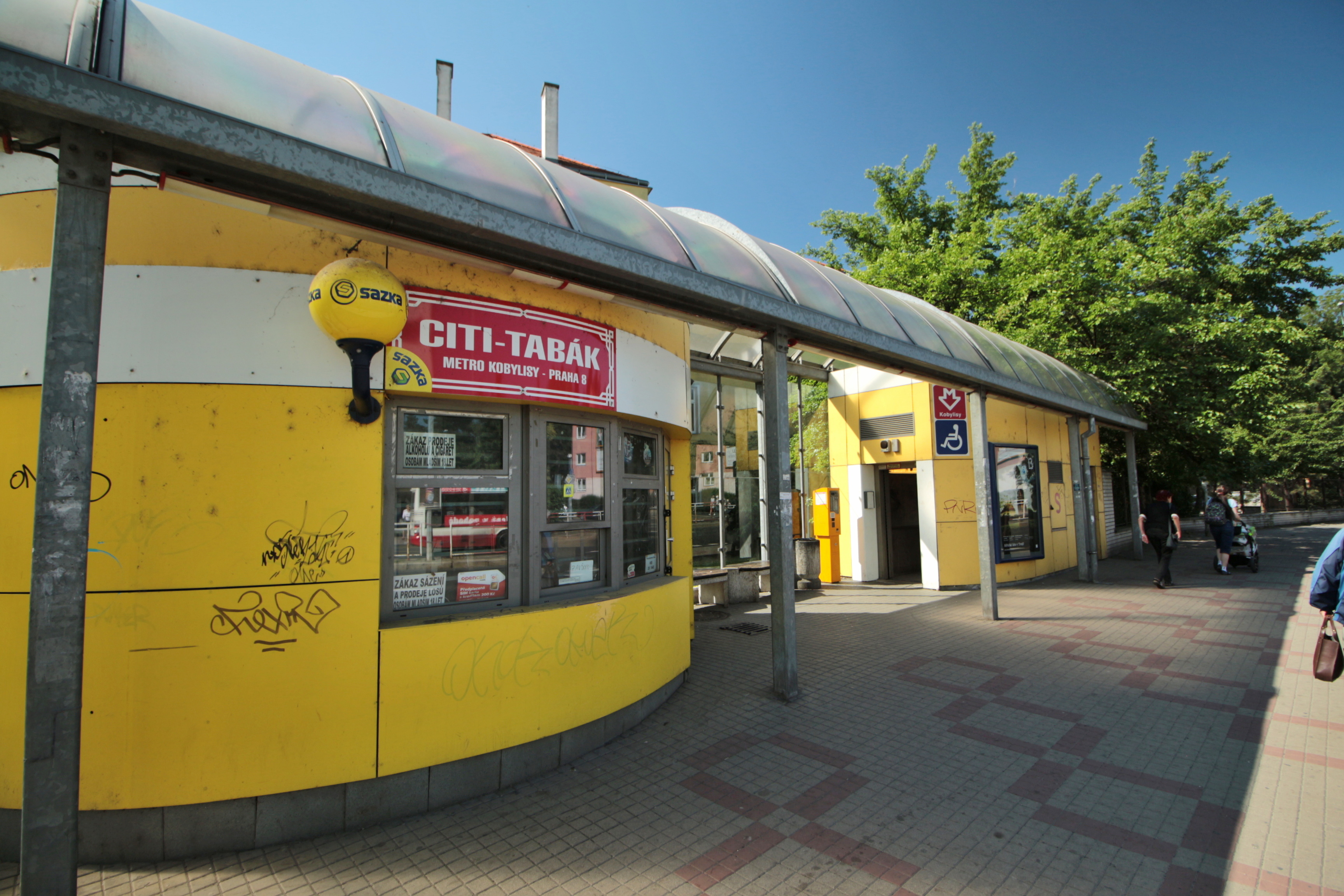
Vstup do stanice z ulice Pod sídlištěm